# Філософська історія майбутніх століть
Філософська історія майбутніх століть (італ. Storia filosofica dei secoli futuri) — короткий філософський сатиричний політико-фантастичний роман 1860 року, написаний Іпполіто Ньєво. Вважається одним з основних італійських романів наукової фантастики дев'ятнадцятого століття.
Він відстежує майбутню історію Італії з 1860 по 2222 рік.
Незважаючи на те, що робота Нієво, представлялася як сатирична та гумористична, при постійних коливаннях між утопією та антитопією, стосується важливих політичних, соціальних та культурних питань і передбачає численні майбутні історичні факти, серед яких італійське об'єднання, Суецький канал, колонізація Єгипту, кінець тимчасової влади Папи, франко-прусська війна 1870 року, секуляризація культури, поява Європейського Союзу, винахід роботів або штучних людей (так звані «омункули», «робочі люди» або «допоміжні істоти»), поширення наркотиків, відчуження та аномія сучасного суспільства.

## Сюжет
Роман описує майбутню історію Італії з 1860 по 2222 рік. Протягом цього часу Ньєво описує епохальні зміни напередодні настання наступних періодів:
- Від світу Цюриха до світу Любляни
- Від Світового Любляни до Варшавської Федерації (1960)
- Від Варшавської федерації до селянської революції (2030)
- Створення та розмноження «гомункул» (2066-2140)
- З 2180 по 2222 рік, або період апатії

Періоди відповідають розділам і завершуються Епілогом.